# Liste d'avions embarqués
Cette liste des avions embarqués est classée par ordre chronologique (mise en service), suivie du pays d'origine, du nom du constructeur (ou parfois du concepteur) et du modèle.
Cette liste n'inclut généralement pas les variantes ou sous-types des aéronefs
(et cela bien qu'il existe de très grandes différences entre les constructeurs et les systèmes de désignations pour déterminer ce qui constitue un nouvel aéronef ou une variation d'un modèle existant).

## 1911
- États-Unis : Curtiss A-1

## 1912
- France : biplan Maurice Farman
- France : hydravion canard Voisin
- France : Nieuport VI (en)

## 1914
- France : Caudron Type J
- Royaume-Uni : Short S.38 (en)
- Allemagne : Friedrichshafen FF.33 (en)

## 1915
- Royaume-Uni : Short Type 116
- Royaume-Uni : Short Type 184
- Royaume-Uni : Sopwith Baby

## 1916
- Royaume-Uni : Sopwith 1½ Strutter
- Royaume-Uni : Sopwith Pup

## 1917
- Royaume-Uni : Royal Aircraft Factory SE.5
- Allemagne : Friedrichshafen FF.49 (en)
- Royaume-Uni : Sopwith Camel

## 1918
- France : Hanriot HD.2

## 1920
- États-Unis : Vought VE-7

## 1922
- États-Unis : Douglas DT
- États-Unis : Naval Aircraft Factory TS
- Royaume-Uni : Gloster Sparrowhawk
- Royaume-Uni : Gloster Nightjar

## 1923
- États-Unis : Martin MO
- Japon : Mitsubishi 1MF
- Royaume-Uni : Blackburn Dart
- Royaume-Uni : Avro Bison
- Royaume-Uni : Parnall Plover

## 1924
- Royaume-Uni : Fairey Flycatcher
- États-Unis : Vought FU
- Japon : Mitsubishi B1M

## 1925
- États-Unis : Curtiss F6C Hawk
- États-Unis : Boeing FB
- France : Dewoitine D.1

## 1926
- États-Unis : Boeing F2B

## 1927
- Royaume-Uni : Fairey III
- France : Schreck FBA 17
- France : Levasseur PL.4
- États-Unis : Boeing F3B
- États-Unis : Curtiss F7C Seahawk
- États-Unis : Vought O2U Corsair

## 1928
- États-Unis : Martin T4M

## 1929
- Royaume-Uni : Blackburn Ripon
- États-Unis : Boeing F4B
- Japon : Mitsubishi B2M

## 1930
- États-Unis : Curtiss F8C Falcon
- États-Unis : Douglas OD-1
- Japon : Nakajima A1N

## 1931
- France : Gourdou Leseurre GL-810 HY

## 1932
- France : Wibault 74
- Japon : Nakajima A2N
- Japon : Kawanishi E6Y
- Royaume-Uni : Hawker Nimrod
- Royaume-Uni : Hawker Osprey
- États-Unis : Curtiss F9C Sparrowhawk
- États-Unis : Martin BM (en)

## 1933
- Allemagne : Heinkel He 60
- Japon : Yokosuka B3Y (en)
- France : Levasseur PL 101
- États-Unis : Grumman FF

## 1934
- États-Unis : Great Lakes BG
- États-Unis : Curtiss BF2C Goshawk
- Royaume-Uni : Blackburn Shark
- Japon : Kawanishi E7K
- Japon : Aichi D1A (Susie)

## 1935
- États-Unis : Grumman F2F
- États-Unis : Curtiss SBC Helldiver
- France : Gourdou-Leseurre GL-832 HY
- Japon : Nakajima E8N
- États-Unis : Curtiss SOC Seagull
- États-Unis : Vought SBU Corsair

## 1936
- France : Potez 452
- Royaume-Uni : Supermarine Walrus
- États-Unis : Grumman F3F
- Royaume-Uni : Fairey Swordfish
- Royaume-Uni : Fairey Seafox
- Japon : Mitsubishi F1M
- Japon : Yokosuka B4Y

## 1937
- Japon : Mitsubishi A5M
- États-Unis : Curtiss SBC Helldiver
- France : Dewoitine D.37, D.371, D.372, D.373, D.376
- États-Unis : Douglas TBD Devastator
- États-Unis : Vought SB2U Vindicator
- France : Loire 130
- Japon : Nakajima B5N
- Union soviétique : Beriev KOR-1
- États-Unis : Grumman F4F Wildcat
- États-Unis : Brewster F2A Buffalo

## 1938
- États-Unis : Northrop BT
- États-Unis : Douglas SBD Dauntless
- France : Latécoère 298
- Royaume-Uni : Blackburn Skua

## 1939
- Royaume-Uni : Gloster Sea Gladiator
- Royaume-Uni : Blackburn Roc
- France : Loire 210
- Allemagne : Arado Ar 196
- France : Loire-Nieuport LN 401
- Italie : IMAM Ro.43
- Allemagne : Messerschmitt Bf 109T

## 1940
- Allemagne : Fieseler Fi 167
- Allemagne : Junkers Ju 87C
- France : Lioré et Olivier LeO H-43
- Royaume-Uni : Fairey Albacore
- Royaume-Uni : Fairey Fulmar
- Japon : Mitsubishi A6M Zero
- États-Unis : Vought OS2U Kingfisher
- Japon : Aichi D3A
- États-Unis : Grumman F4F Wildcat

## 1941
- Royaume-Uni : Hawker Sea Hurricane
- Japon : Aichi E13A (Jake)
- Union soviétique : Beriev Be-4 également connu sous la désignation Beriev KOR-2

## 1942
- États-Unis : Grumman TBF Avenger
- Royaume-Uni : Supermarine Seafire
- Japon : Yokosuka D4Y
- États-Unis : Chance Vought F4U Corsair
- Japon : Kawanishi E15K Shiun
- Royaume-Uni : Fairey Barracuda
- États-Unis : Curtiss SB2C Helldiver

## 1943
- États-Unis : Brewster SB2A Buccaneer
- Royaume-Uni : Blackburn Firebrand
- Japon : Nakajima B6N Tenzan
- Royaume-Uni : Fairey Firefly
- États-Unis : Grumman F6F Hellcat
- Japon : Aichi B7A
- Japon : Nakajima C6N

## 1944
- États-Unis : Consolidated TBY Sea Wolf
- États-Unis : Curtiss SC Seahawk
- États-Unis : Grumman F7F Tigercat

## 1945
- États-Unis : Ryan FR Fireball
- États-Unis : Consolidated TBY Sea Wolf
- États-Unis : Grumman F8F Bearcat
- Japon : Aichi M6A Seiran
- Royaume-Uni : de Havilland Sea Vampire

## 1946
- États-Unis : Douglas AD Skyraider

## 1947
- États-Unis : McDonnell FH-1 Phantom
- Royaume-Uni : Hawker Sea Fury
- Royaume-Uni : de Havilland Sea Hornet

## 1948
- États-Unis : Lockheed P-2 Neptune
- États-Unis : Martin AM Mauler
- États-Unis : North American FJ Fury
- États-Unis : Vought F6U Pirate
- Royaume-Uni : Boulton Paul Sea Balliol

## 1949
- États-Unis : McDonnell F2H Banshee
- États-Unis : Grumman F9F Panther
- États-Unis : North American A-2 Savage
- Royaume-Uni : Supermarine Seafang

## 1950
- États-Unis : Grumman AF Guardian

## 1951
- États-Unis : Douglas F3D Skyknight
- Royaume-Uni : Supermarine Attacker

## 1952
- États-Unis : Grumman F9F Cougar

## 1953
- Royaume-Uni : Hawker Sea Hawk
- États-Unis : North American T-28 Trojan
- Royaume-Uni : Westland Wyvern

## 1954
- États-Unis : North American FJ Fury
- États-Unis : Grumman S-2 Tracker
- Royaume-Uni : de Havilland Sea Venom
- Royaume-Uni : Fairey Gannet
- États-Unis : Vought F-7U Cutlass

## 1955
- États-Unis : Grumman C-1 Trader

## 1956
- États-Unis : Douglas A-3 Skywarrior
- États-Unis : McDonnell F3H Demon
- États-Unis : Douglas F4D Skyray
- États-Unis : Douglas A-4 Skyhawk

## 1957
- États-Unis : Grumman F-11 Tiger
- États-Unis : Vought F-8 Crusader
- Royaume-Uni : Supermarine Scimitar

## 1958
- France : Breguet Br.1050 Alizé
- Royaume-Uni : de Havilland Sea Vixen
- États-Unis : Grumman E-1 Tracer

## 1959
- États-Unis : North American T-2 Buckeye

## 1960
- France : Fouga CM.175 Zéphyr
- États-Unis : McDonnell Douglas F-4 Phantom II

## 1961
- Royaume-Uni : Blackburn Buccaneer
- États-Unis : North American A-5 Vigilante

## 1962
- France : Dassault Étendard IV

## 1963
- États-Unis : Grumman A-6 Intruder

## 1964
- États-Unis : Grumman E-2 Hawkeye

## 1966
- États-Unis : Vought A-7 Corsair II
- États-Unis : Grumman C-2 Greyhound

## 1970
- États-Unis : Grumman EA-6 Prowler

## 1971
- Royaume-Uni : Hawker Siddeley Harrier

## 1972
- États-Unis : Grumman F-14 Tomcat

## 1974
- États-Unis : Lockheed S-3 Viking
- Union soviétique : Yakovlev Yak-38 Forger

## 1975
- Union soviétique : Soukhoï Su-25UTG

## 1978
- France : Dassault Super-Étendard

## 1979
- Royaume-Uni : BAe Sea Harrier

## 1981
- États-Unis : McDonnell Douglas F/A-18 Hornet

## 1985
- États-Unis : AV-8B Harrier II

## 1987
- Union soviétique : Soukhoï Su-27

## 1991
- Russie : Mikoyan-Gourevitch MiG-29K et MiG-29KUB Fulcrum D

## 1992
- États-Unis : Boeing T-45 Goshawk

## 1994
- Russie : Soukhoï Su-33

## 1999
- États-Unis : Boeing F/A-18E/F Super Hornet
- États-Unis : Bell/Boeing MV-22 Osprey

## 2000
- France : Dassault Rafale M

## 2012
- Chine : Shenyang J-15

## 2016
- États-Unis : Lockheed Martin F-35B Lightning II